# Chelisoches australicus
Chelisoches australicus – gatunek skorka z rodziny Chelisochidae.

## Taksonomia
Gatunek ten opisany został w 1841 roku przez Le Guillona jako Forficesila australica.

## Opis
Ciało u obu płci długości od 20 do 28 mm, czarne z wyjątkiem żółtych do zółtawoczerwonych pokryw i skrzydeł. Głowa duża, o potylicy wgłębionej koło szwu zaczołowego; z krótkim szwem koronalnym. Czułki o pierwszym członie dłuższym lub zbliżonym do odległości między ich nasadami, drugim kwadratowym, a trzecim nieco dłuższym od czwartego. Przedplecze dłuższe niż szerokie; o brzegach bocznych prostych, z tyłu rozszerzonych; tylnych kątach zaokrąglonych; z podłużną bruzdą środkową. Pokrywy o tylnym brzegu skośnie wypukłym. Tergity odwłoka z poprzeczną serią guzków. Przydatki odwłokowe (cęgi) samca wydłużone z nasadą silnie wgłębioną i opatrzoną 3-4 małymi ząbkami. Cęgi samicy proste, trójkątne w przekroju poprzecznym; o ostrej krawędzi grzbietowej.

## Rozprzestrzenienie
Gatunek znany z Nowej Gwinei oraz północnej części Australii.